# Romanogobio benacensis
Il gobione padano o gobione italico (Romanogobio benacensis (Pollini, 1816)) è una specie di pesce osseo d'acqua dolce appartenente alla famiglia dei Gobionidae. Si rinviene esclusivamente in Italia settentrionale, Canton Ticino (Svizzera), Croazia e Slovenia, dove popola i fiumi e i ruscelli del versante adriatico.
L'epiteto specifico latino benacensis si riferisce al lago di Garda in Italia settentrionale, che era noto ai Romani col nome di "Benaco".

## Distribuzione e habitat
La specie è distribuita in Italia settentrionale e Canton Ticino all'interno del bacino del Po, e più a est nei fiumi adriatici che vanno dall'Adige all'Isonzo (Slovenia) e al Mirna (Istria, Croazia). Più a sud è segnalato anche nei fiumi del versante adriatico dell'Italia centrale, dove arriva almeno fino al bacino del Cesano. Tuttavia, per quanto concerne le Marche, non è certo se si tratti di popolazioni naturali o se frutto di introduzioni accidentali operate dall'uomo attraverso semine per la pesca sportiva. La specie è stata inoltre immessa lungo il versante tirrenico della penisola, dove si è naturalizzata con certezza almeno nei bacini dell'Arno, dell'Ombrone e del Cornia.
L'habitat del gobione padano comprende fiumi e ruscelli della zona dei ciprinidi a deposizione litofila, caratterizzati da fondo ciottoloso e almeno in parte ghiaioso-sabbioso, dove la specie ama setacciare, anche in banco, il fondale alla ricerca di piccoli rostacei, anellidi e altri invertebrati bentonici. Predilige affluenti e corsi d'acqua di medie o piccole dimensioni, ma era in origine presente anche nei laghi prealpini come il Garda, dove è stato descritto per la prima volta.

## Conservazione
La specie è considerata In Pericolo (EN) nella Lista rossa IUCN della IUCN a causa del grave declino che ha subito negli ultimi decenni e dell'areale sempre più ristretto. Tra le cause della sua scomparsa, prevalgono la distruzione dell'habitat come la rettificazione dei corsi d'acqua, i lavori in alveo e l'inquinamento delle acque, la captazione idrica, e la competizione con l'alloctono gobione europeo (Gobio gobio), introdotto accidentalmente con le semine per la pesca sportiva e ormai diffuso in tutto il bacino del Po.